# Rolle, Vaud
Rolle är en ort och  kommun vid Genèvesjön i distriktet Nyon i kantonen Vaud, Schweiz. Kommunen har 6 446 invånare (2023).